# Ponthieva pubescens
Ponthieva pubescens är en orkidéart som först beskrevs av Karel Presl, och fick sitt nu gällande namn av Charles Schweinfurth. Ponthieva pubescens ingår i släktet Ponthieva och familjen orkidéer. Inga underarter finns listade i Catalogue of Life.